# Sandava scitisignata
Sandava scitisignata är en fjärilsart som beskrevs av Walker 1862. Sandava scitisignata ingår i släktet Sandava och familjen nattflyn. Inga underarter finns listade.

## Bildgalleri

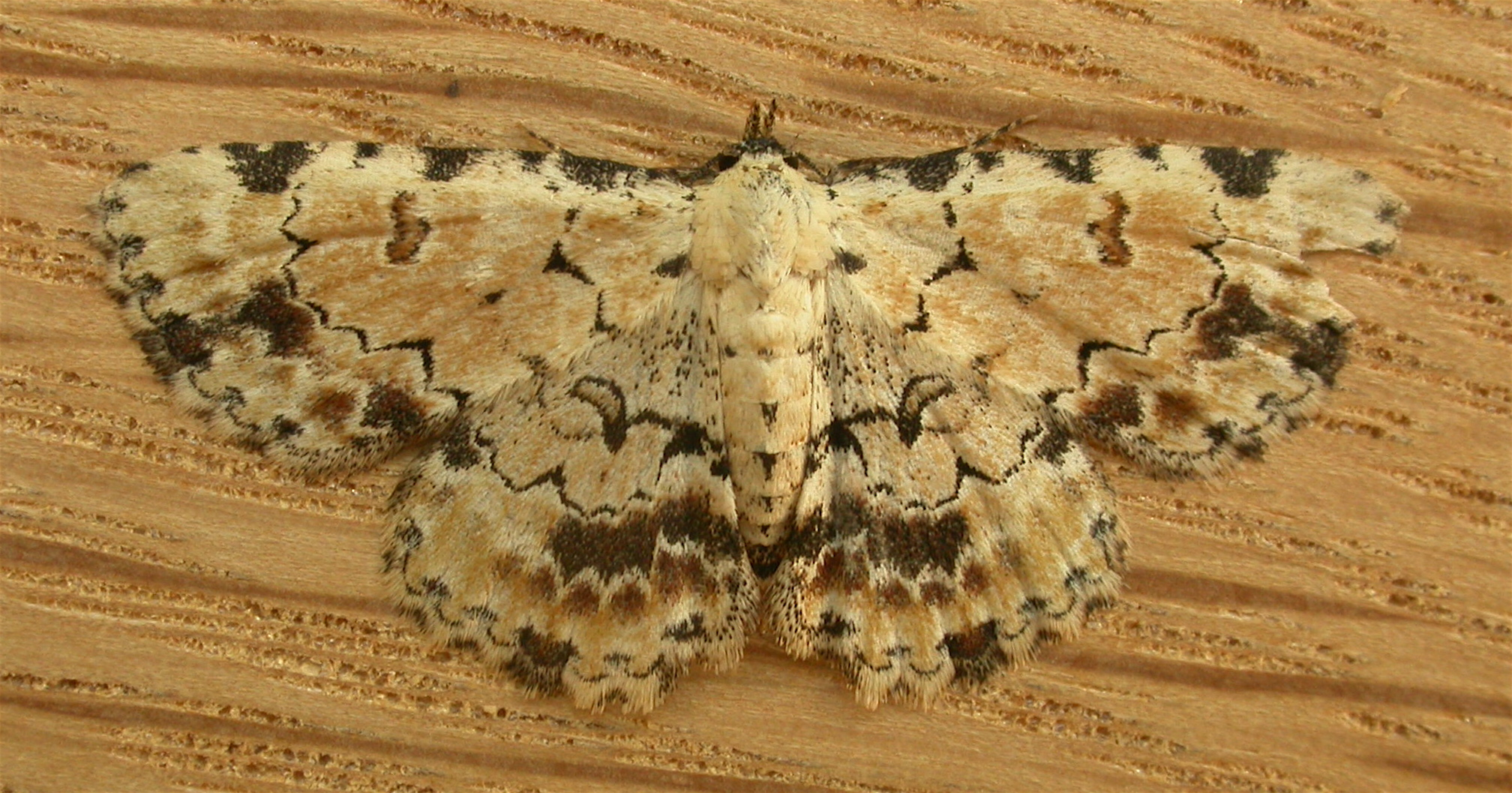